# Гордость мусульман (мечеть)
Мечеть «Гордость мусульман» имени пророка Мухаммеда — мечеть в центре города Шали, Чечня, Россия, построенная в XXI веке. Самая большая мечеть в Европе, вмещает до 30 тысяч человек, а прилегающая территория — до 70 тысяч.

## История
C 2012 года на площади в 5 гектар в центре города, рядом с высотным комплексом Шали-сити, активно велось строительство новой мечети. Над проектом работали архитекторы из Узбекистана. Торжественное открытие мечети, приуроченное ко дню рождения первого президента республики — Ахмата-Хаджи Кадырова, состоялось 23 августа 2019 года. Изначально планировалось, что мечети дадут имя главы республики Рамзана Кадырова. На церемонии открытия было объявлено о названии мечети именем пророка Мухаммада.

## Архитектурные особенности
Здание имеет купол высотой 43 метра и минареты высотой 63 метра. Оно покрыто белоснежным мрамором с греческого острова Тасос, который ценится тем, что отражает свет и дарит прохладу в жару. Восьмиметровая центральная люстра весом более двух с половиной тонн и 395 светильников украшены камнями Swarovski и золотом. Архитектурно-художественное освещение мечети выполнено компанией Griven.
На площади 5 гектаров устроена парковая зона с 12 фонтанами. Здесь высажено около 2000 деревьев и множество розовых кустов.
Входные ворота мечети (четырёхцентровая арка) выполнены в стиле персидских айванов и подобны тимуридским и могольским аркам таких сооружений, как медресе Мири Араб, Гератской мечети, Тадж-Махала и другим. В мечети также присутствует минбар, высота которого чуть менее 7.5 метров, ширина — 5.5 метров, а толщина чуть более одного метра. На протяжении почти целого года над его созданием трудились 10 мастеров резчиков по камню. Рядом с ней расположен михраб — стена, в которой находится ниша, указывающая в сторону Каабы. Она украшена арабскими надписями из Корана и мозаикой.

## Галерея

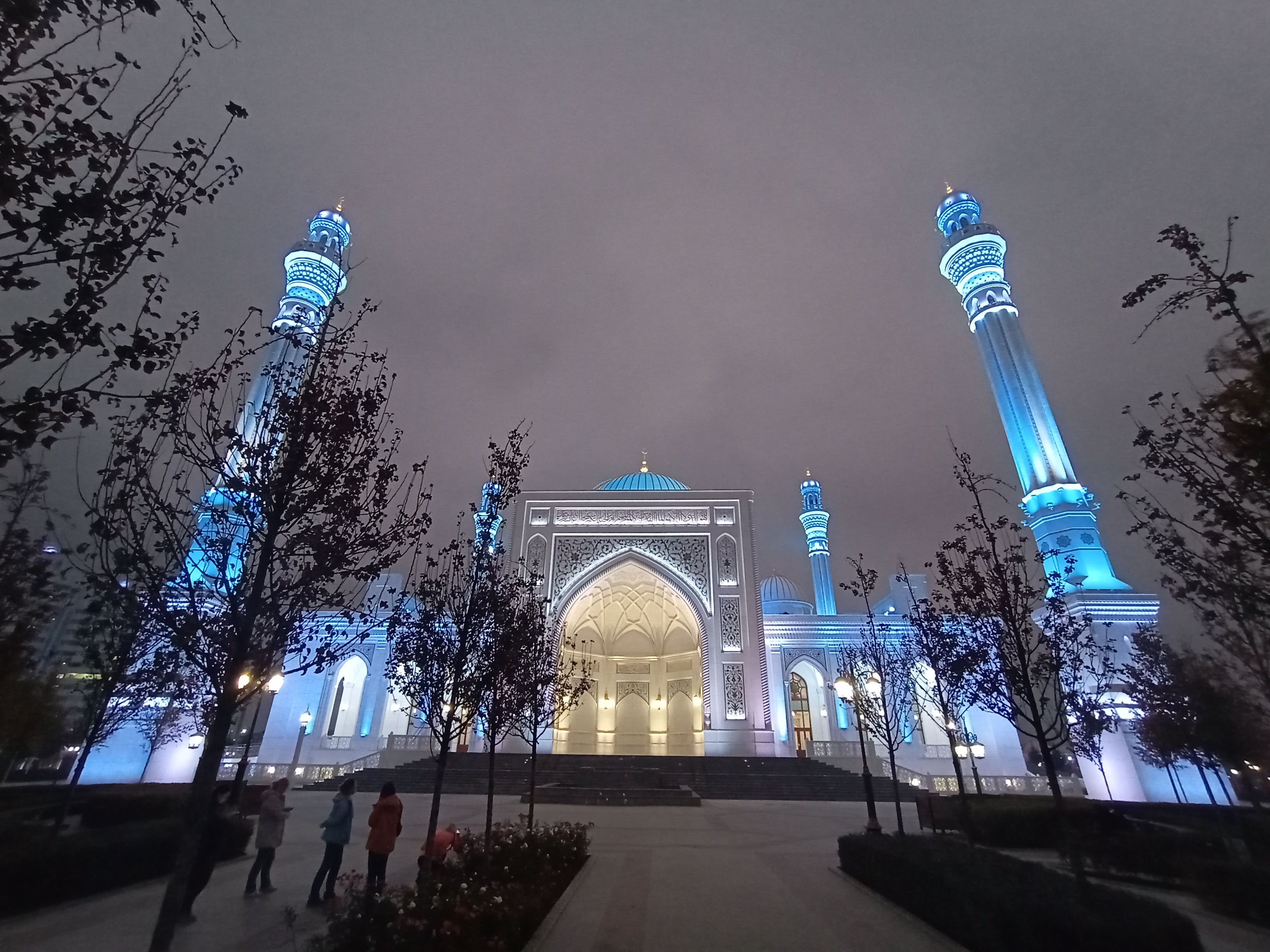
Вечерняя подсветка мечети
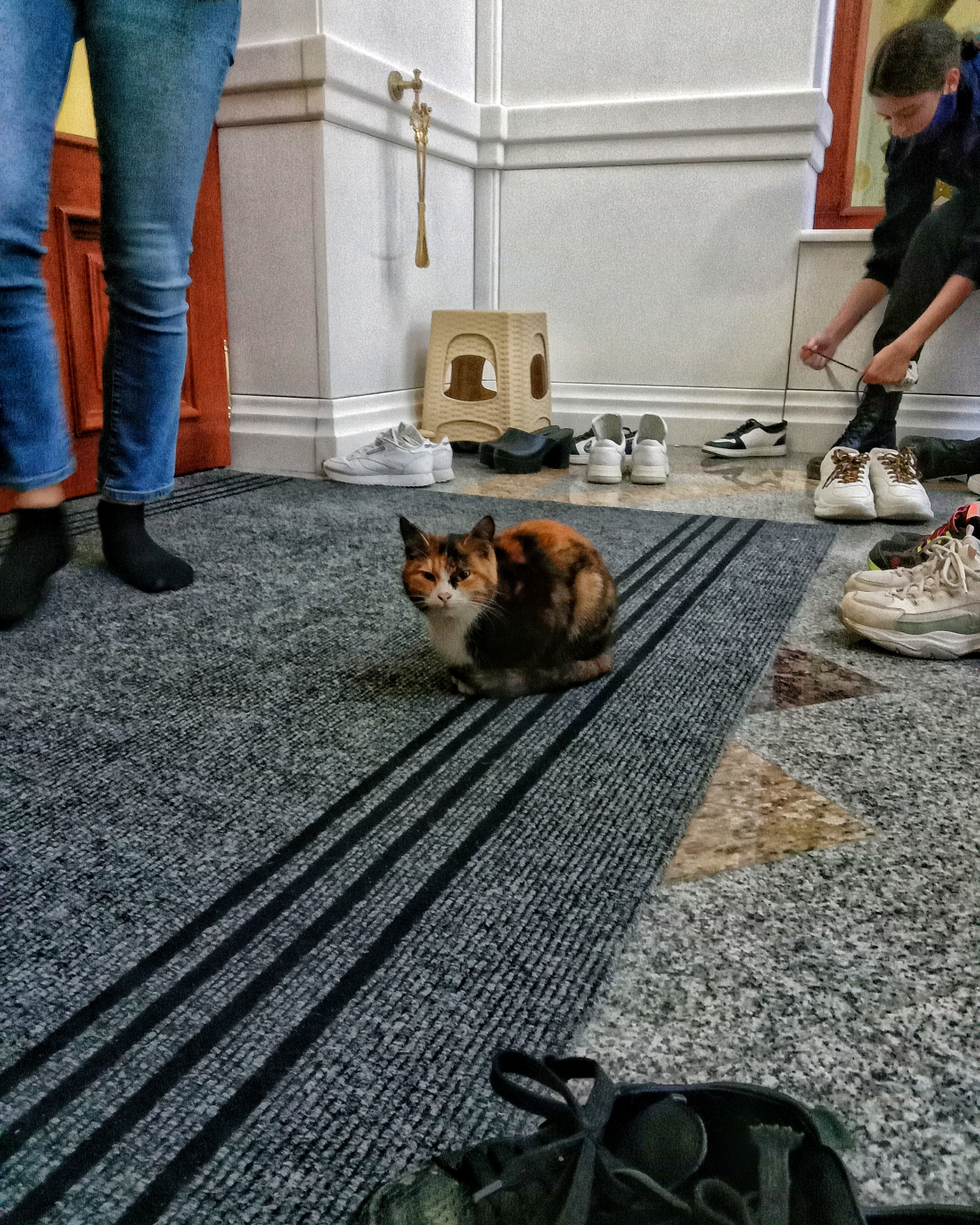
Кошка на пороге мечети
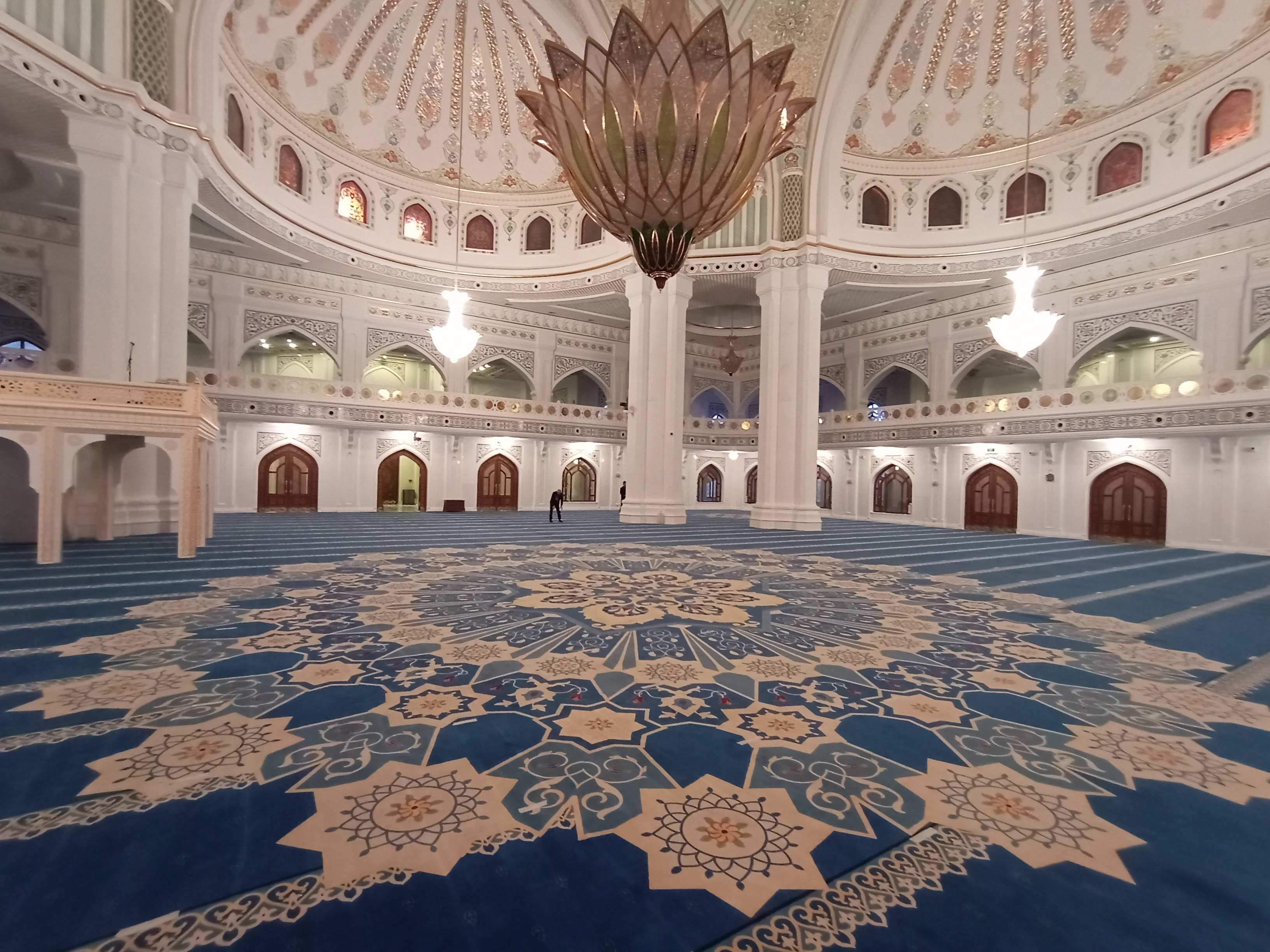
Узор главного ковра
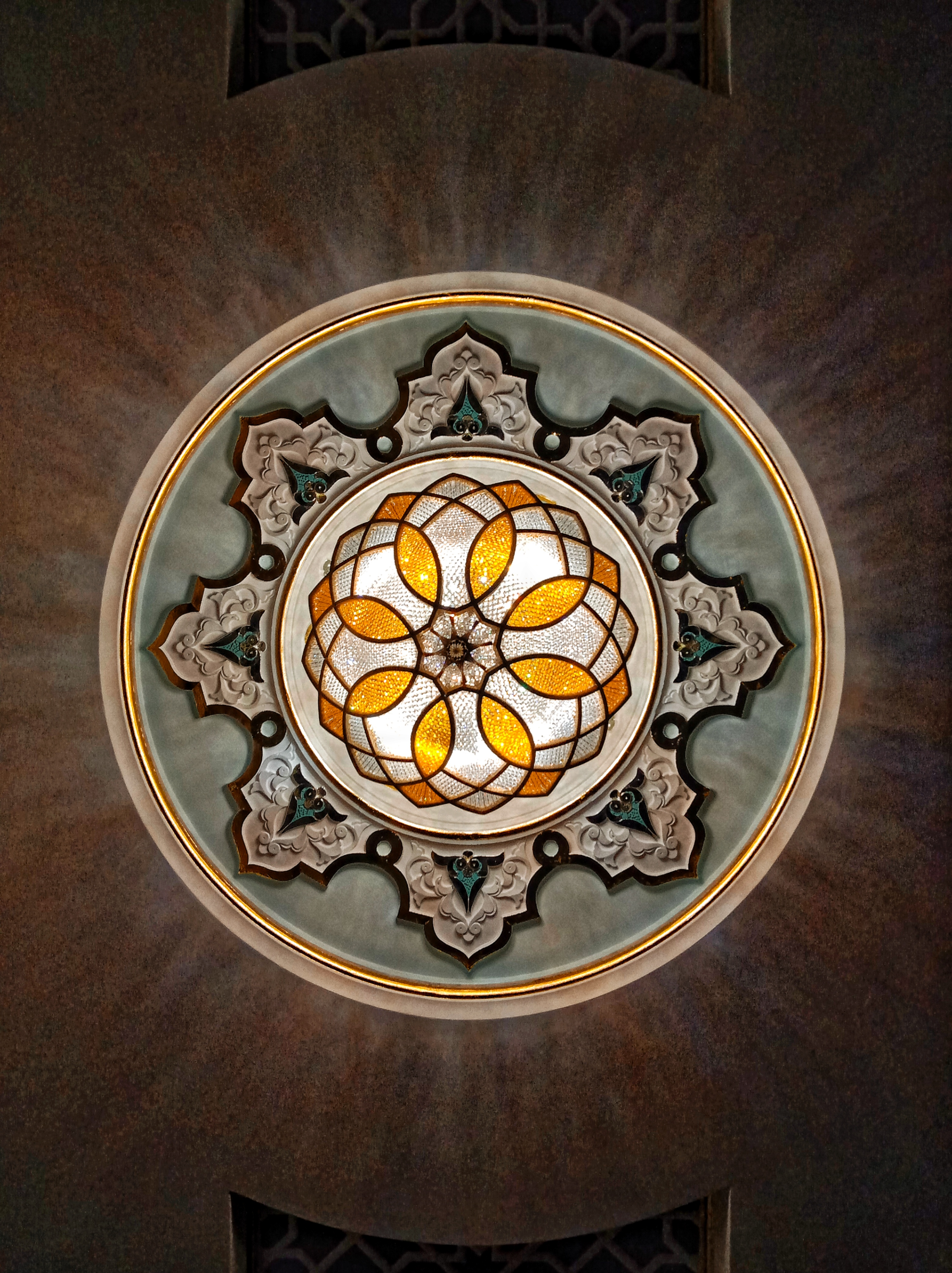
Одна из малых люстр (вид снизу)
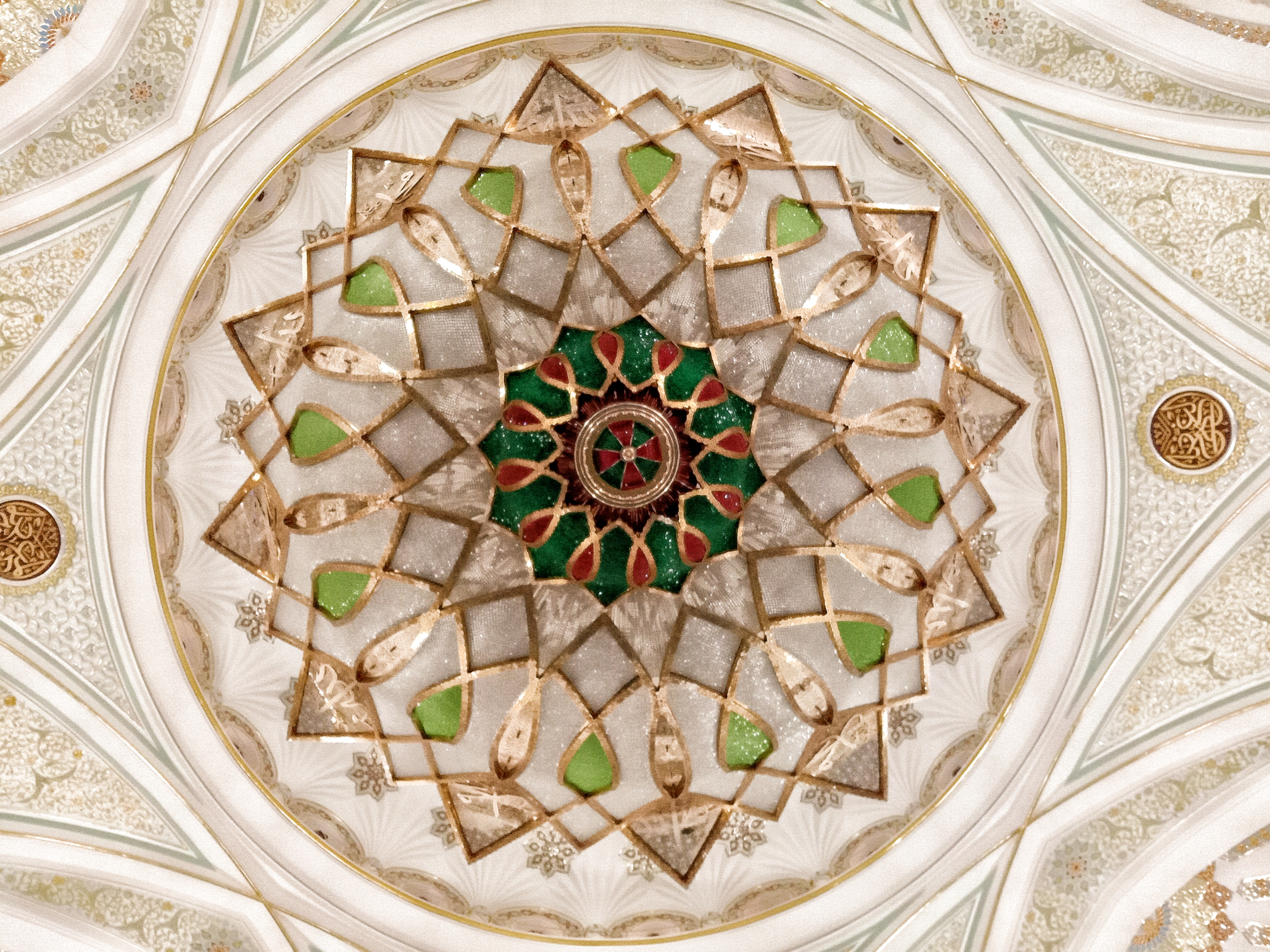
Центральная люстра (вид снизу)
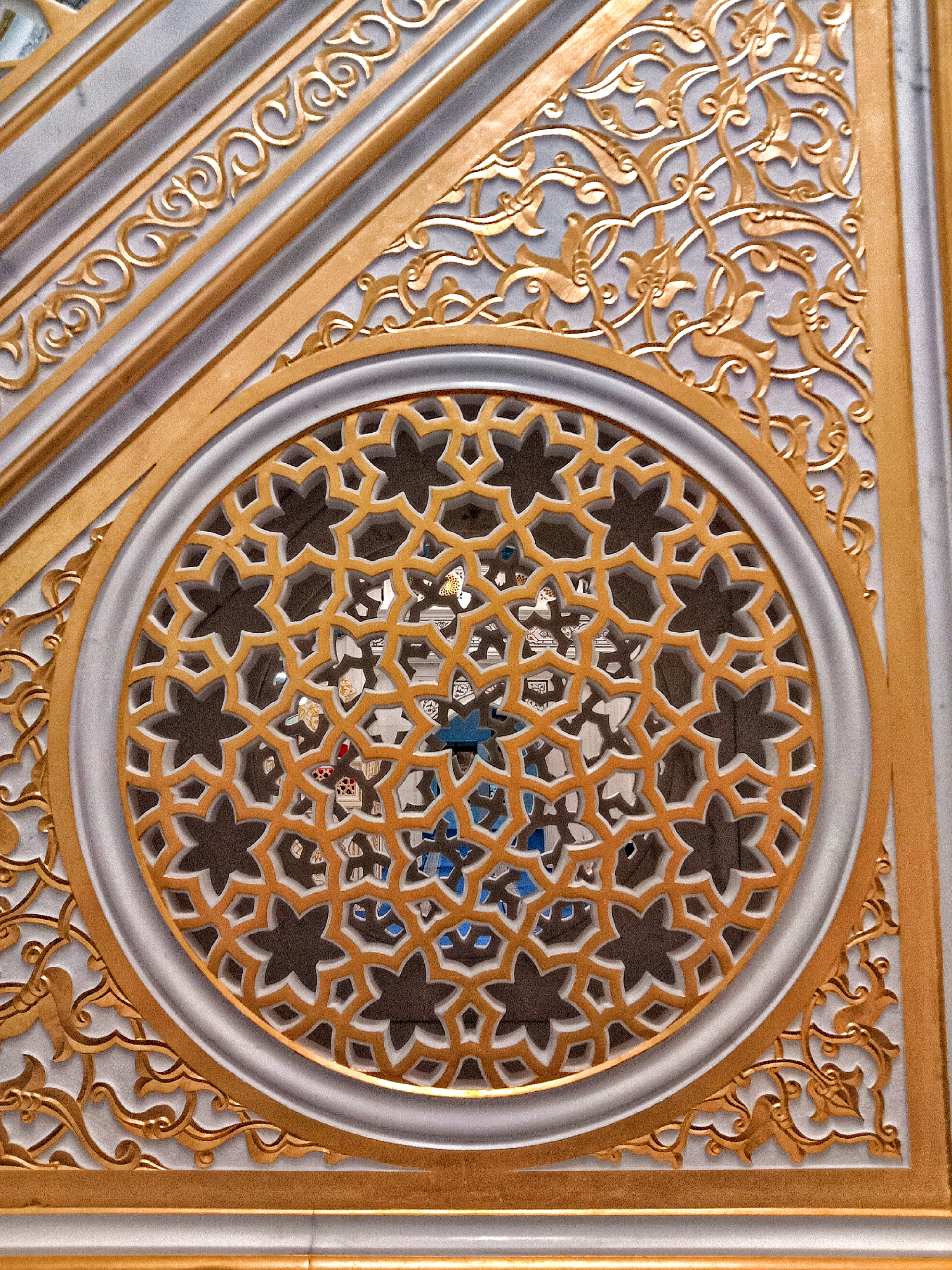
Элементы декора